# Şahsoltanlı
Şahsoltanlı är en ort i Azerbajdzjan.   Den ligger i distriktet Göyçay, i den centrala delen av landet, 160 km väster om huvudstaden Baku. Şahsoltanlı ligger 192 meter över havet och antalet invånare är 991.
Terrängen runt Şahsoltanlı är huvudsakligen kuperad, men österut är den platt. Närmaste större samhälle är Kyurtmashi, 5,6 km norr om Şahsoltanlı.
Trakten runt Şahsoltanlı består till största delen av jordbruksmark. Runt Şahsoltanlı är det ganska tätbefolkat, med 60 invånare per kvadratkilometer.